# Škalnica
Škalnica – wieś w Chorwacji, w żupanii primorsko-gorskiej, w gminie Klana. W 2011 roku liczyła 216 mieszkańców.